# Wrestlers
Wrestlers ist eine US-amerikanische Dokuserie über die US-amerikanische Wrestling-Promotion Ohio Valley Wrestling (OVW) in Kentucky. Sie wurde am 13. September 2023 über Netflix veröffentlicht.

## Handlung
Ohio Valley Wrestling war einst eine aufstrebende Promotion, ein letztes Relikt des territorialen Wrestlings mit einer erfolgreichen Zeit als Entwicklungsliga für den Marktführer WWE, in der Namen wie Brock Lesnar, John Cena und Dave Bautista ihre Anfänge hatten. Der ehemalige WWE-Star Al Snow führt die insolvente Promotion seit einigen Jahren und hat dabei einen fast schon familiären Stamm an Wrestlern. Um die Promotion vor der Schließung zu bewahren, kauften sich der Unternehmer und Radiomoderator Matt Jones zusammen mit Craig Greenberg, ebenfalls Unternehmer und seit 2023 amtierender Bürgermeister von Louisville, in die Promotion ein.
Matt Jones will kein stiller Teilhaber sein und stellt einen Plan auf, die Promotion in schwarze Zahlen zu führen. Während Al Snow auf Fernsehen und langfristige Storylines setzt, will Jones stattdessen auf eine Reihe von Liveauftritten über den Sommer verteilt setzen, die zu einem Pay-per-View namens The Big One führen. Dabei kommt es sowohl zwischen Snow und Jones als auch den Übrigen Wrestlern zu Konflikten. Die Dokumentarserie zeigt in sieben Episoden den Weg zum Pay-per-View. Dabei werden die aktiven Wrestler und ihr echtes Leben genauso porträtiert, wie auch die Vergangenheit von OVW und Al Snow gezeigt wird.
Am Ende entwickelt sich der PPV zu einem Erfolg und die Promotion überlebt das Jahr 2022.

## Hintergrund

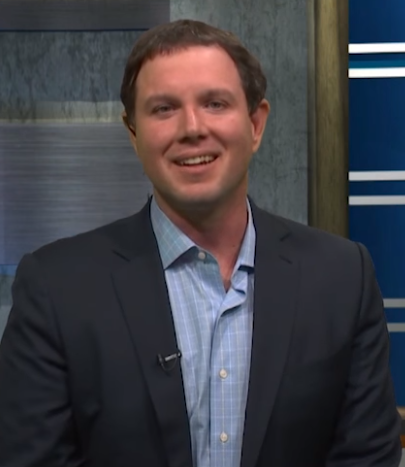
Matt Jones ist einer der Hauptprotagonisten der Serie

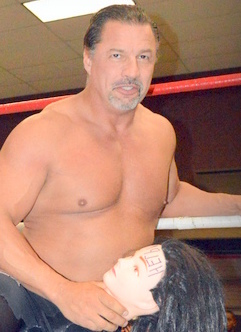
Al Snow leitet OVW

Regie bei der von One Potato Productions und BBC Studios produzierten Fernsehserie führte Greg Whiteley, der bei Cheer über Cheerleading und Last Chance U über College-Football bereits ähnliche Serien gedreht hat. Whiteley filmte die Serie innerhalb von dreieinhalb Monaten insbesondere im Umfeld von OVW, begleitete aber auch Haley J zu Shootings für Women of Wrestling (WoW).
Der Fokus der Serie liegt auf dem Konflikt zwischen Al Snow und Matt Jones und ihren divergierenden Ansichten über das Business. Ansonsten werden auch einzelne Wrestler porträtiert und auch ihre Alltagjobs vorgestellt. Dabei sieht der Zuschauer auch die Arbeit hinter den Kulissen, wie die Storylines geschrieben werden und die Matches vorbereitet. Al Snow sah die Serie als Gelegenheit die angeschlagene Promotion in einem größeren Licht darzustellen.

## Episodenliste

### Staffel 1
| Nr. (ges.) | Nr. (St.) | Deutscher Titel         | Originaltitel         |
| --- | --------- | ----------------------- | --------------------- |
| 1 | 1         | Ohio Valley Wrestling   | Ohio Valley Wrestling |
| In der ersten Folge werden Al Snow und Matt Jones als divergierende Partner gezeigt, die unterschiedliche Ansätze verfolgen, um die um ihr überleben kämpfende Promotion zu retten. Daneben werden die aktuellen Wrestler vorgestellt und ein kurzer Abriss der Geschichte der Promotion gezeigt. |           |                         |                       |
| 2 | 2         | Die billige Tour        | Cheap Heat            |
| Matt Jones stellt Al Snow und den anderen Wrestlern seinen Plan vor die Promotion zu retten: eine Sommertour mit Live-Events in der Region, um Werbung für einen großen PPV am Ende des Sommers zu machen. Al Snow ist skeptisch und will lieber auf Fernsehen und Storylines setzen. Jones setzt sich jedoch durch und die Tour startet. Der vorige PPV floppt dagegen katastrophal. Die Wrestler selbst sind gespalten, halten aber zu Al.                                                                                            |           |                         |                       |
| 3 | 3         | Die Guten und die Bösen | Faces & Heels         |
| Die Tour geht weiter. Unter anderem treten sie beim Poke Sallet Festival in Harlan County auf. Es kommt zu offenen Konflikten zwischen Matt Jones und mehreren Wrestlern, die in einem schlichtenden Gespräch zwischen verschiedenen Beteiligten enden. Am Ende sieht man, wie Matt Jones einen epileptischen Anfall erleidet. |           |                         |                       |
| 4 | 4         | Überzeugend             | Get Over              |
| Jones bedankt sich bei Al Snow für die Art, wie er auf den Anfall reagierte und entschuldigt sich für einige Aussagen, die er getroffen hat. Er vermittelt einige Wrestler zu AEW Dark für Tryout-Matches. Al Snow überzeugt Jones den ehemaligen TNA-Star James Storm für ein Match anzuheuern, um den amtierenden OVW-Champion Mahabali Shera, ein früheres WWE-Talent und der größte Star der Promotion, zu entthronen. Hollyhood Haley J erhält dagegen ein Try-Out bei Women of Wrestling zusammen mit ihrer Mutter Amazong Maria. |           |                         |                       |
| 5 | 5         | Mutter                  | Mother                |
| Die Episode fokussiert stark auf den Konflikt zwischen Haley und ihrer Mutter The Amazing Maria, der in einem sogenannten Deathmatch kumuliert. Daneben wird auch die konfliktreiche Beziehung zwischen Haley und ihrem Freund Eric Darkstorm, ebenfalls OVW-Wrestler thematisiert. Daneben wird ein anderer Wrestler mit Drogen erwischt und wird von Al Snow hinausgeworfen. |           |                         |                       |
| 6 | 6         | Kehrtwende              | About Face            |
| Kurz vor The Big One steht Al Snow mit dem Rücken zur Wand. Shera ist verletzt und kann das Rückmatch gegen Storm nicht bestreiten und Haley fehlt wegen weiterer Auftritte bei WOW bei den letzten Shows vor dem PPV. Auch ist nicht ganz klar, ob sie am PPV teilnehmen kann. Zuletzt überwirft sie sich auch noch mit ihrem Freund und es kommt zu einer handgreiflichen Auseinandersetzung zwischen den beiden. Jones überredet daher Al Snow selbst wieder in den Ring zu steigen.                                                 |           |                         |                       |
| 7 | 7         | The Big One             | The Big One           |
| Der PPV steht an und alles entwickelt sich hervorragend. Die Davies Arena ist mit 400 Plätzen ausverkauft. Haley schafft es rechtzeitig zurück von WOW und greift in ein Match ein. Zum ersten Mal tritt sie dabei als Babyface auf. Auch Als Match wird ein großer Erfolg. Am Ende feiern die Wrestler in Jones’ Bar dessen Geburtstag und ihren Triumph. Eric Darkstorm und Haley setzen sich derweil zusammen und sprechen über ihre Beziehung. Die Doku endet damit, dass die Wrestler ihre echten Namen preisgeben.                |           |                         |                       |

## Kritiken
Jakob Thaller bewertete die Serie in seinem TV-Tagebuch für Der Standard sehr positiv: „Wrestlers ist roh und brutal, aber auch authentisch – etwas, das man im Streaming-Einheitsbrei nur mehr selten sieht. Wie in allen guten Sportgeschichten begleiten wir den Underdog auf dem hürdenreichen Weg nach oben. Und wenn die Investoren das OVW nicht retten können, dann wird es diese Serie wohl hoffentlich schaffen. Endlich gelingt Netflix wieder einmal das, was Wrestling schon immer schafft: eine gute Geschichte zu verkaufen.“
Auch auf Serienjunkies.de wurde die Serie wohlwollend besprochen. Dort schrieb Adam Arndt: „Ähnlich wie Last Chance U gibt es eine nette Mischung aus Sport, Alltag und Drama. Durch Al Snow, den der eine oder andere noch aus der Attitude-Ära der WWF oder der ECW kennen könnte und der eine sehr stoische Old-School-Persönlichkeit hat, und ebenso dem Kontrast mit Investor Matt Jones, der das Ganze aus einer eher ökonomischen Warte betrachtet, gibt es auch einige Reibungspunkte, die für Doku-Drama sorgen. Schnell schließt man die Underdogs ins Herz und möchte wissen, ob sie die Hürden überwinden können. (…) Wem also WWE oder AEW noch zu viel Hochglanz bieten, der sollte einmal einen Blick in Wrestlers werfen.“
Positiv rezipiert wurde die Serie auch in Variety. Die Serie lebe vom Konflikt zwischen Al Snow, der als eine Art Anti-McMahon und Vaterfigur dargestellt wird und dem Unternehmer Matt Jones. Beide werden sehr wohlwollend dargestellt. Der Hauptdarsteller sei jedoch die Liga selbst, weniger die einzelnen Personen. Erzählt werde eine Art David gegen Goliath-Geschichte.